# Hideki Kamiya
Hideki Kamiya (神谷 英樹?, Kamiya Hideki; Matsumoto, 19 dicembre 1970) è un autore di videogiochi giapponese.

## Carriera
Terminati gli studi al college Kamiya è entrato nel settore dello sviluppo videoludico. Dopo un periodo presso la SEGA è passato alla Namco Bandai, dove tuttavia ha lavorato come artista e non come sviluppatore, come lui in realtà avrebbe preferito. In seguito è stato assunto dalla Capcom dove ha lavorato a titoli del calibro di Resident Evil 2, Devil May Cry,Viewtiful Joe e Ōkami. Successivamente è entrato alla PlatinumGames, dove ha diretto i lavori su Bayonetta e The Wonderful 101. Nel corso della sua carriera ha ricoperto il ruolo di supervisore di numerosi giochi (tra cui Bayonetta 2, diretto da Yusuke Hashimoto, e Astral Chain). Sempre con i PlatinumGames ha iniziato a lavorare nel ruolo di direttore su Scalebound, nuova esclusiva Microsoft per Xbox 360 che è stata però cancellata, e Bayonetta 3.

## Ludografia
- 1996 - Arthur to Astaroth no Nazomakaimura: Incredible Toons (planner)
- 1996 - Resident Evil (planner)
- 1998 - Resident Evil 2 (direttore)
- 2001 - Devil May Cry (direttore)
- 2002 - Resident Evil Zero (game designer)
- 2003 - Viewtiful Joe (direttore e voce di Six Machine)
- 2004 - Phoenix Wright: Ace Attorney - Trials and Tribulations (voce di Godot)
- 2004 - Viewtiful Joe 2 (sceneggiatore)
- 2005 - Viewtiful Joe: Double Trouble! (sceneggiatore)
- 2006 - Ōkami (regista e voce di Onigiri)
- 2009 - Bayonetta (direttore e sceneggiatore)
- 2013 - The Wonderful 101 (direttore e voce di Wonder Director)
- 2014 - Bayonetta 2 (supervisore)
- 2016 - Scalebound (direttore - cancellato)
- 2019 - Astral Chain (supervisore)
- 2021 - World of Demons (supervisore)
- 2022 - Sol Cresta (direttore e sceneggiatore)
- 2022 - Bayonetta 3 (direttore e sceneggiatore)
- 2023 - Bayonetta Origins: Cereza and the Lost Demon (direttore, storia originale, scrittore)
- TBA - Sequel di Ōkami senza titolo [1]